# Thiara indefinita
Thiara indefinita är en snäckart som beskrevs av Lea 1851. Thiara indefinita ingår i släktet Thiara och familjen kronsnäckor. Inga underarter finns listade i Catalogue of Life.